# Розыск (фильм, 2020)
«Розыск» (кор. 서치 아웃, Seochi Aut) — южнокорейский триллер 2020 года, сценарист и режиссёр которого Квак Чон, в главных ролях: Ли Си Ён, Ким Сон Чхоль и Хо Га Юн. Он был выпущен на экраны 15 апреля 2020 года.

## Сюжет
Вдохновлён легендой о Blue Whale Challenge.
Полицейский-стажёр, безработный парень и хакерша объединяются, чтобы выяснить, кто отправил сообщение «В чём смысл твоей жизни?» женщине, которая в итоге покончила жизнь самоубийством.

## Восприятие
Фильм возглавил кассовые сборы в Корее в день выхода, несмотря на пандемию COVID-19.